# Otto von Bernhardi
Otto Heinrich Wilhelm von Bernhardi (* 6. Dezember 1818 in Saalfeld; † 2. September 1897 in Wiesbaden) war ein preußischer General der Kavallerie.

## Leben

### Herkunft
Otto war der Sohn des preußischen Oberstleutnants Christian von Bernhardi (1783–1859) und dessen Ehefrau Luise, geborene Eytelwein (1794–1869). Sein Vater stand zuletzt im 5. Kürassier-Regiment und war Ritter des Eisernen Kreuzes II. Klasse.

### Militärkarriere
Bernhardi besuchte die Gymnasien in Marienwerder und Elbing. Am 6. Juni 1835 trat er in das 5. Kürassier-Regiment der Preußischen Armee ein und avancierte bis Mitte Februar 1838 zum Sekondeleutnant. Von September 1847 bis Mitte April 1850 war Bernhardi zum Stamm des III. Bataillons im 4. Landwehr-Regiment in Graudenz kommandiert, stieg zwischenzeitlich zum Premierleutnant auf und wurde anschließend Adjutant der 7. Division in Magdeburg. Unter Entbindung von diesem Kommando wurde er am 7. Februar 1854 Rittmeister und war von März bis Oktober 1854 Eskadronführer im 5. schweren Landwehr-Reiterregiment. Anschließend folgte seine Ernennung zum Eskadronchef. Bernhardi kam Ende Januar 1858 in den Großen Generalstab und am 2. November 1858 mit der Beförderung zum Major nach Erfurt in den Generalstab der 8. Division. Mit der Ernennung zum Kommandeur des Litthauischen Dragoner-Regiments Nr. 1 (Prinz Albrecht von Preußen) kehrte Bernhardi am 16. September 1862 in den Truppendienst zurück und avancierte in dieser Stellung bis Juni 1866 zum Oberst. Im gleichen Jahr führte er seinen Verband während des Krieges gegen Österreich in den Kämpfen bei Trautenau, Königgrätz und Tobitschau. Für sein Verhalten mit dem Kronenorden III. Klasse mit Schwertern ausgezeichnet, wurde Bernhardi am 22. März 1868 mit seiner bisherigen Uniform und seinen Gebührnissen zu den Offizieren von der Armee versetzt und am 18. April zur Vertretung des erkrankten Kommandeurs der 10. Kavallerie-Brigade nach Posen kommandiert. Nachdem der Brigadekommandeur Hermann von Krosigk verstorben war, wurde Bernhardi am 30. April 1868 unter Stellung à la suite seines Regiments zum Kommandeur der 10. Kavallerie-Brigade ernannt.
Mit Beginn des Krieges gegen Frankreich erhielt Bernhardi für die Dauer des mobilen Verhältnisses das Kommando über die 9. Kavallerie-Brigade. Er wurde am 26. Juli 1870 Generalmajor und führte seine Brigade im Verbund der 4. Kavallerie-Division in den Schlachten bei Weißenburg, Wörth, Loigny, Beaugency und Le Mans. Für den erfolgreichen Angriff bei Orléans auf französische Gardedragoner und Saphis erhielt Bernhardi das Eiserne Kreuz I. Klasse. Nach dem Friedensschluss wurde er, ausgezeichnet mit dem Großkomtur des Bayerischen Militärverdienstordens, wieder Kommandeur der 10. Kavallerie-Brigade. Bernhardi wurde am 18. Januar 1875 Generalleutnant und acht Tage später mit dem Rang und dem Gehalt eines Divisionskommandeurs zu den Offizieren von der Armee versetzt. Vom 12. Mai 1875 bis zum 11. April 1879 war er Kommandeur der 2. Division in Danzig und anschließend stellte man ihn unter Verleihung des Roten Adlerordens I. Klasse mit Eichenlaub zur Disposition.
Nach seiner Verabschiedung erhielt er anlässlich des 25. Jahrestages der Schlacht bei Le Mans am 12. Januar 1896 den Charakter als General der Kavallerie.

### Familie
Bernhardi verheiratet sich am 20. Mai 1842 in der Neuen Kirche in Berlin mit Albertine Auguste Eytelwein (1820–1919). Sie war eine Tochter des Regierungsbauinspekteurs Friedrich Albert Eytelwein. Aus der Ehe ging die Tochter Marie (1857–1879) hervor.